# Endlich frei
Endlich frei ist ein französisches Filmdrama von Danielle Arbid aus dem Jahr 2015.

## Handlung
Paris 1993: Die 18-jährige Libanesin Lina ist aus Beirut nach Paris gekommen, um hier Wirtschaft zu studieren. Sie lebt bei ihrer Tante und ihrem Onkel. Am Tag vor dem Studienbeginn belästigt ihr Onkel sie sexuell und Lina verlässt überstürzt das Haus. Am nächsten Tag geht Lina zur Universität, hat jedoch nichts als ihre Kleidung am Leib. Sie prellt in einem Café die Zeche, die Kellner Julien für sie übernimmt, und gewinnt durch einen Trick das Vertrauen ihrer Kommilitonin Antonia, bei der sie kurzzeitig unterkommt. Ihr erzählt sie, dass ihre Eltern tot seien und sie niemanden mehr habe. Wenig später holt sie ihre Sachen von ihren Verwandten ab und zieht in ein Frauenhaus, hält jedoch mit Antonia engen Kontakt. Sie arbeitet neben dem Studium als Flyerverteilerin und wechselt im Studium spontan die Fächer: Statt Wirtschaftswissenschaften besucht sie nun einen Kunstgeschichte-Kurs bei Madame Gagnebin und hört zudem Vorlesungen zum Thema Literaturwissenschaft. Sie erhält eine Aufenthaltsgenehmigung und beginnt, nach Vermittlung von Antonia, als Telefonistin in demselben Büro wie Antonias Schwester Frédérique zu arbeiten.
In einer Disko lernt Lina den erfolgreichen Jean-Marc kennen. Er ist verheiratet und hat häufig Affären, doch geht er mit beiden Dingen offen um. Sie schlafen miteinander, er führt sie in teure Restaurants aus und Lina und er werden ein Liebespaar. Auf der Straße wird Lina von Julien wiedererkannt, der ihr vorwirft, damals die Zeche geprellt zu haben. Sie will ihm das Geld zurückgeben, doch lehnt er ab.
Als Telefonistin macht Lina ihre Arbeit so gut, dass sie eine Prämie kriegt. Frédérique jedoch wird entlassen, sodass es zwischen Antonia und Lina zum Bruch kommt, zumal Antonia herausgefunden hat, dass Lina sie über ihre familiäre Situation belogen hat. Lina wird zudem von Jean-Marc verlassen und verbringt ihren Geburtstag auf der Straße und schläft im Park. An der Universität wird ihr von der jungen Kommilitonin Victoire geholfen, die zu den ultrarechten Royalisten gehört. Als Lina mal wieder im Frauenhaus übernachtet und dort fast bestohlen wird, besorgen ihr Victoire und Skinhead Arnaud eine kleine Wohnung. Lina trifft zudem Julien wieder, mit dem sie zusammenkommt. Er arbeitet immer noch als Kellner, nimmt gelegentlich Drogen und ist ein großer Fan von Frank Black. Beide gehen auf ein Konzert des Musikers und Lina rettet Julien bei einer Drogenkontrolle, indem sie seinen Stoff bei sich versteckt.
Lina erfährt telefonisch, dass ihr Vater in Beirut im Sterben liegt. Sie verabschiedet sich von Julien, der auf sie warten will, und kehrt den Sommer über nach Beirut zurück. Ihr Vater verstirbt nach einiger Zeit. Bei ihrer Rückkehr findet sie Juliens Wohnung untervermietet vor. Julien ist in die USA gereist und wird so bald nicht wiederkommen. Lina beginnt, schwarz als Kartoffelschälerin in einem schäbigen Restaurant zu arbeiten, und erhält schließlich postalisch die Mitteilung, dass ihre Aufenthaltsgenehmigung vorerst nicht weiter verlängert wird. Ihre familiäre Situation gilt als zu instabil, sie hat als Telefonistin zu viel gearbeitet und zudem durch ihren Studienwechsel keinen kontinuierlichen Ausbildungsverlauf. Madame Gagnebin setzt sich für sie ein und besorgt ihr einen Anwalt – den Vater ihres linksextremen Kommilitonen Rafaël, der früher schon einmal in eine Schlägerei mit dem Skinhead Arnaud verwickelt war. Rafaël gibt mit anderen Linken eine Zeitung heraus und Lina nimmt an Treffen der Gruppe teil. Einmal werden sie und Rafaël von Rechten zusammengeschlagen.
Lina muss sich auf der Behörde melden, wo ihre Aufenthaltsgenehmigungsverlängerung abgelehnt wird und sie aufgefordert wird, das Land innerhalb eines Monats zu verlassen. Sie legt mithilfe von Rafaëls Vater Einspruch gegen die Entscheidung ein. Sie sucht ihren Onkel und ihre Tante auf, die ihr einen Brief von Julien übergeben, in dem er von seinem Leben in Amerika berichtet. Lina ahnt, dass Julien nicht zurückkommen wird; sie und Rafaël werden ein Paar, auch wenn sie immer noch an Julien denken muss. Der Tag der Anhörung ist schließlich da. Aufgrund eines Formfehlers im Zuge der Ablehnung von Linas Aufenthaltserlaubnis bei der Behörde wird Linas Ausweisung schließlich aufgehoben und sie darf in Frankreich bleiben.

## Produktion
Endlich frei war der vierte Langspielfilm, bei dem Danielle Arbid Regie führte. Wie bei allen ihren Filmen griff Arbid auch bei Endlich frei auf eigene Erlebnisse zurück, die sie fiktional verarbeitete, betonte jedoch in einem Interview, dass der Film nicht autobiografisch zu verstehen ist. Endlich frei war das Schauspieldebüt von Manal Issa, die zuvor an der Universität Angers Ingenieurwissenschaften studiert hatte. Arbid fand sie wenige Monate vor Drehbeginn im Rahmen eines Castings in Frankreich und im Libanon, bei dem über 700 junge Frauen teilgenommen hatten. Die Dreharbeiten fanden ab Herbst 2013 in Paris statt. Es war der erste Film Arbids, der in Frankreich gedreht wurde. Der Arbeitstitel lautete dabei Faire connaissance avec la France. Die Kostüme schuf Claire Dubien, die Filmbauten stammen von Hussein Baydoun und Charlotte de Cadeville.
Endlich frei erlebte am 12. September 2015 auf dem Toronto International Film Festival seine Premiere und lief am 15. November 2015 auf dem französischen Festival du Film Franco-Arabe de Noisy-le-Sec. Am 10. Februar 2016 kam der Film in die französischen Kinos. In Österreich war der Film erstmals am 18. April 2016 im Rahmen des Festival du film francophone in Wien zu sehen und lief in der deutschsprachigem Schweiz am 21. April 2016 in den Kinos an. In Deutschland war der Film erstmals am 24. Juni 2016 auf dem Filmfest München zu sehen und wurde ab 1. November 2020 und bis April 2021 in der arte-Mediathek gezeigt.

## Auszeichnungen
Danielle Arbid wurde 2015 für Endlich frei auf dem Festival du film francophone d’Albi mit dem Prix de la presse étrangère Les Lumières ausgezeichnet. Manal Issa erhielt für ihre Darstellung der Lina Kharam 2017 eine Nominierung für den Prix Lumière in der Kategorie Beste Nachwuchsdarstellerin. Bei den Lebanese Movie Awards gewann Danielle Arbid 2017 den Preis für die Beste Regie. Der Film erhielt weitere Nominierungen in den Kategorien Bester Film, Bestes Drehbuch, Beste Kamera, Bester Schnitt, Beste Tontechnik (Emmanuel Zouki) und Bestes Szenenbild.